# Tikei
Tikei (Manu, Tikai vagy Tiku) egy majdnem egészen körbezárt atoll a Déli-Csendes-óceánon. A terület politikailag Francia Polinéziához tartozik. Tikei a Tuamotu-szigetek egyik alcsoportjának, a György király szigetcsoportnak a része. A György király-szigetek a Tuamotu-szigetcsoport északnyugati részén található. A György király-szigetek másik négy tagja Ahe, Manihi, Takaroa és Takapoto. A szigetcsoport legkeletibb szigete Tikei és a legnyugatibb Ahe. A kettő között lévő távolság mintegy 200 km. Legközelebbi szomszédja, Takaroa csupán 68 km-re van tőle délkeletre. Tikei Tahititől 582 km-re északkeletre található. Az északnyugatról délkelet felé elnyúló Palliser-szigetcsoport alakjától eltérően a György király-szigetek ennek a tükörképeként délnyugatról északkelet felé nyúlik el.

## Földrajza
Tikei egy kis sziget, amely 1,2 km széles és 2,8 km hosszú, területe 4 km², lagúnája nincs, legmagasabb pontja 3 méter. A szigeten állandóan nem élnek emberek, csak ideiglenesen tartózkodnak itt, főleg turisták. Hosszú éveken át éltek itt emberek a Tereporepo névre hallgató kis faluban.

## Története
Az első európai említést Jakob Roggeveen holland hajós tette a szigetről, aki a szigetnek a Belrekieglijk Eiland nevet adta. Másnap a német másodkapitány, Carl Friedrich Behrens átnevezte a szigetet Carlshoff-szigetre. Otto von Kotzebue német-balti kutató kétszer is járt a szigeten (1816 és 1824).
A 19. században Takaroa szigetét a franciák magukhoz csatolták. Ekkor a területen 30 ember élt. A lakosság kókuszolajat készített, évente 10 tonnát (1860 tájékán).

## Közigazgatás
Tikei Takaroa települési önkormányzatához tartozik Takapoto atollal együtt.

## Külső hivatkozások
- Atoll lista Archiválva 2007. február 28-i dátummal a Wayback Machine-ben (franciául)